# Лиъм Кънингам
Лиъм Кънингам (на английски: Liam Cunningham) е ирландски театрален и филмов актьор, носител на две „Ирландски телевизионни и филмови награди“ и номиниран за „Британска награда за независимо кино“. Известни филми с негово участие са „Малка принцеса“, „Първият рицар“, „Бягство от реалността“, „Мумията: Гробницата на Императора Дракон“, „Центурион“, „Сблъсъкът на титаните“, „Черни пеперуди“, „Боен кон“, „Секретна квартира“ и сериалите „Приключенията на Мерлин“ и „Игра на тронове“.

## Биография
Лиъм Кънингам е роден на 2 юни 1961 г. в Дъблин, Република Ирландия. В средата на 80-те години работи като електротехник. По някое време се премества в Зимбабве, където работи в продължение на 3 години в сафари парк, като поддържа електрическото оборудване и обучава местни електротехници. След като се завръща обратно в Дъблин, решава да смени кариерата си. Насочва се към актьорството и започва курсове по драматични изкуства, след като вижда реклами на театралното училище „Оскар“ (Oscar Theatre School) във вестник „Айриш Таймс“.
Понастоящем Лиъм Кънингам живее със съпругата си Колет в Дъблин, те имат двама синове – Лиъм и Шон, и една дъщеря на име Елен.

## Кариера
Професионалният му театрален дебют е през 1989 г. в постановката „The Lament for Arthur Cleary“, която се играе както в Ирландия, така и в САЩ. Дебютът му на големия екран е през 1992 г. във филма „На запад“. От 2012 г. играе ролята на сир Давос Държеливия в суперпродукцията на HBO – „Игра на тронове“.

## Избрана филмография
- „На запад“ (1992)
- „Войната на копчетата“ (1994)
- „Малка принцеса“ (1995)
- „Първият рицар“ (1995)
- „Джуд“ (1996)
- „Суити Барет“ (1998)
- „Твърде богата – тайният живот на Дорис Дюк“ (Тв филм, 1999)
- „RKO 281“ (Тв филм, 1999)
- „Когато падне небето“ (2000)
- „Атила – вождът на хуните“ (Тв филм, 2001)
- „Кучета Воини“ (2001)
- „Картоиграчът“ (2004)
- „Закуска на Плутон“ (2005)
- „Клиниката“ (сериал, 2005)
- „Хотел Вавилон“ (сериал, 2006)
- „Вятърът над ечемичените ниви“ (2006)
- „Законът на Мърфи“ (сериал, 2006)
- „Абатството Нортангър“ (Тв филм, 2007)
- „Бягство от реалността“ (2008)
- „Глад“ (2008)
- „Мумията: Гробницата на Императора Дракон“ (2008)
- „Кръв: Последния вампир“ (2009)
- „Турнирът“ (2009)
- „Преследвани“ (2009)
- „Хари Браун“ (2009)
- „Центурион“ (2010)
- „Сблъсъкът на титаните“ (2010)
- „Големият полицай от малкия град“ (2011)
- „Черни пеперуди“ (2011)
- „Изгнаници“ (сериал, 2011)
- „Камелот“ (сериал, 2011)
- „Ответен удар“ (сериал, 2011)
- „Боен кон“ (2011)
- „Секретна квартира“ (2012)
- „Титаник: Кръв и стомана“ (сериал, 2012)
- „Приключенията на Мерлин“ (сериал, 2012)
- „Игра на тронове“ (сериал, 2012 – )
- „Предавателна станция“ (2013)
- „Доктор Кой“ (сериал, 2013)